# Takamitsu Yoshino
Takamitsu Yoshino (født 24. april 1989) er en japansk tidligere professionel fodboldspiller.
Han har spillet for flere forskellige klubber i sin karriere, herunder Cerezo Osaka og Ventforet Kofu.